# Domingos da Guia
Domingos Antônio da Guia (Rio de Janeiro, 19 de novembro de 1912 — Rio de Janeiro, 18 de maio de 2000) foi um futebolista brasileiro que atuou como zagueiro. É considerado por muitos um dos maiores defensores da história do futebol brasileiro.

## Carreira

Domingos da Guia (à esquerda) e Fausto pelo Flamengo, c. 1936/1938. Arquivo Nacional.

Foi revelado pelo Bangu, assim como seus três irmãos e um filho.
A ligação de Domingos da Guia com o Bangu é tão grande que seu nome é citado no hino do clube. Além do Bangu, Domingos da Guia jogou e teve grande destaque no Vasco, Nacional de Montevidéu, Boca Juniors da Argentina, Flamengo e Corinthians.
Quando Domingos foi contratado para jogar no Uruguai, os uruguaios se revoltaram alegando que não precisavam de zagueiro, pois tinham José Nasazzi. Quando Domingos foi embora, disseram que só aprenderam o verdadeiro significado da palavra "zagueiro" após a passagem de Domingos pelo país.
Zagueiro clássico e de excelente técnica, é apontado como o melhor zagueiro brasileiro de todos os tempos. Sua "marca registrada" era sair driblando os atacantes adversários. Tal jogada de extrema habilidade e risco, mas que sempre foi perfeitamente executada por Domingos da Guia, ficou conhecida como "Domingada". Pela seleção brasileira foram 30 jogos, sendo 19 vitórias, três empates e oito derrotas. Jogou a Copa do Mundo FIFA de 1938, tendo o Brasil ficado em terceiro lugar. Com a seleção ele foi campeão da Taça Rio Branco, em 1931 e 1932, e da Copa Rocca em 1945.
Domingos é pai de Ademir da Guia, maior ídolo da história do Palmeiras e irmão de Ladislau da Guia, o maior artilheiro da história do Bangu (com 215 gols), clube que revelou as duas gerações de craques.
Foi considerado por Obdulio Varela o melhor jogador do Brasil. "O melhor que vocês já tiveram foi Domingos, completo. Campeão lá [Brasil], aqui [Uruguai] e na Argentina", declarou a um repórter brasileiro em 1970.
Na década de 1930, as competições esportivas internacionais ganharam grande simbolismo e importância. Sobre este aspecto, o historiador Eric Hobsbawm afirmou que "a dimensão identitária da nação tem um lócus especial nos esportes, estes seriam uma espécie de reduto do nacionalismo moderno, e as Copas do Mundo de futebol ao longo de sua história se transformaram em evento símbolo desse nacionalismo."
No Brasil, seria a primeira vez que a Seleção Brasileira iria completa para a competição — nas últimas duas edições a equipe sempre tinha ido desfalcada por causa de brigas internas. Graças à constituição social e racial do time brasileiro, o time de 1938 se tornou um cristalizador dos ideais de harmonia social e furor nacionalista que eram propagandeados pelo recém instaurado Estado Novo.

## Morte
Internado em um hospital no Rio de Janeiro após ter sofrido um derrame, Domingos da Guia morreu no dia 18 de maio de 2000, aos 87 anos. O ex-atleta morou os últimos anos de sua vida no bairro do Méier.

## Títulos
Nacional
- Campeonato Uruguaio: 1933

Vasco da Gama
- Campeonato Carioca: 1934
- Torneio Início do Rio do Janeiro: 1932

Boca Juniors
- Campeonato Argentino: 1935

Flamengo
- Torneio Aberto do Rio de Janeiro: 1936
- Taça João Vianna Seilir: 1936
- Taça da Paz: 1937
- Campeonato Carioca: 1939, 1942 e 1943
- Torneio Relâmpago do Rio de Janeiro: 1943

Corinthians
- Torneio Início Paulista: 1944
- Taça Cidade de São Paulo: 1947 e 1948

Bangu
- Taça Euvaldo Lodi: 1950

Seleção Carioca
- Campeonato Brasileiro de Seleções Estaduais: 1931, 1938 e 1940

Seleção Brasileira
- Copa Rio Branco: 1931 e 1932
- Copa Roca: 1945

### Prêmios individuais
- Seleção de Todos os Tempos do Brasil (IFFHS): 2021[7]